# Écône

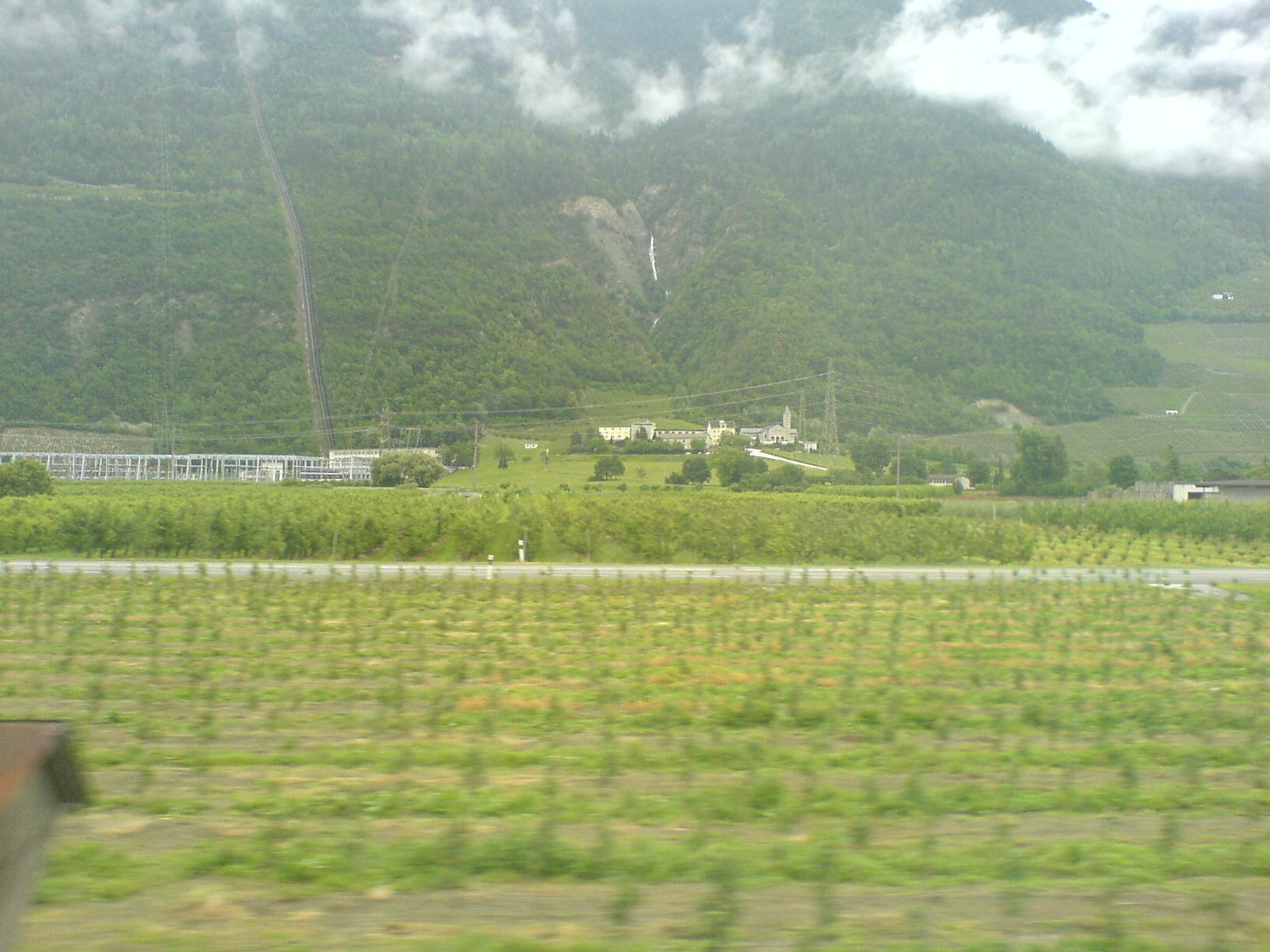

Ecône är en del av kommunen Riddes i kantonen Valais i södra Schweiz. I Ecône är Prästbrödraskapet S:t Pius X:s internationella prästseminarium beläget.